# Zooropa (utwór)
Zooropa – utwór zespołu U2 z płyty Zooropa, wydany na singlu w 1993 roku.
Piosenka jest swoistym komentarzem zespołu na temat konsumpcjonizmu i komercji. Prawie dwuminutowe intro do piosenki, nazwane „Babel” jest mieszanką dźwięków pianina i przypadkowych słów. Piosenka jest pełna sloganów reklamowych znanych firm.
Przykładowe slogany reklamowe występujące w piosence:
- Audi – „Vorsprung durch Technik”
- US Army – „Be all that you can be”
- UK Lottery – „Be a winner”
- Slim Fast – „Eat to get slimmer”
- Persil/Daz – „A bluer kind of white”
- United Airlines – „Fly the friendly skies”
- Fairy Liquid Mild Green – „We're mild and green, and squeaky clean”
- Toshiba – „Better by design”
- Zanussi – „Through the applicance of science”
- Colgate – „We've got that ring of confidence”

W niektórych momentach czyjś głos, najprawdopodobniej The Edge'a mówiący „What do you want?”, podczas gdy inny, kobiecy głos mówi w tej samej chwili to samo po francusku („Qu'est-ce que tu veux?”).
Piosenka na żywo grana była niewiele razy, zazwyczaj podczas europejskiej części trasy koncertowej ZOO TV. Do łask powróciła podczas dwóch ostatnich części trasy 360 Tour, wtedy muzycy U2 wykonali ją łącznie na 27 koncertach.